# Maryn Charlie
Maryn Charlie, artiestennaam van Marijn Charlie Hedwig Tholen, is een Nederlandse singer-songwriter.

## Biografie
Tholen maakt vanaf jonge leeftijd muziek, vooral doordat haar vader ook actief is in de muziekindustrie en een eigen thuisstudio heeft. Sinds 2019 brengt ze onder de artiestennaam Maryn Charlie muziek uit en plaatst ze video's op TikTok en Instragram waarin ze zingt. Na meerdere singles bracht ze in 2022 haar debuut-ep Life Is Overwhelming uit.
Ze stond in begin 2023 in de halve finale van de Grote Prijs van Nederland en won ze met het lied Self Sabotage de online verkiezing 3FM Trending Talent. Hierna was ze geselecteerd voor de Popronde van dat jaar, waardoor ze in meer dan twintig locaties in heel Nederland optrad. In januari 2024 stond de zangeres op Noorderslag. Vervolgens was ze geselecteerd als een van de acts van De 3FM 10 van 2024. Dit zijn de tien artiesten waarvan NPO 3FM verwacht dat ze in 2024 "het verschil gaan maken". De zangeres kondigde aan in februari 2024 met een tweede ep te komen, welke voor het eerst ten gehore zou worden gebracht in de Melkweg te Amsterdam.
In Februari 2025 zong ze de muziek voor een reclame van Prominent in.